# Bonifacy V
Bonifacy V (ur. w Neapolu, zm. 25 października 625 w Rzymie) – 69. papież w okresie od 23 grudnia 619 do 25 października 625.

## Życiorys
Z pochodzenia neapolitańczyk, syn Jana. Swój pontyfikat rozpoczął dopiero po trzynastu miesiącach od wyboru, ponieważ wtedy dopiero uzyskał zgodę cesarza Herakliusza (610–641) na konsekrację. Wszystko to ze względu na toczące się wyprawy przeciwko Persom.
Bonifacy V zajął się przede wszystkim zmianami w organizacji Kościoła. Dążył do potwierdzenia kościelnych zwyczajów w prawie cywilnym (kwestia spadków). Ponadto ustanowił tzw. „nietykalność schronienia” dla prześladowanych, szukających schronienia w Kościele (prawo azylu). Określił także zakres liturgicznej posługi duchowieństwa i zreorganizował Kościół w Anglii (w 624 r. ustanowił metropolię w Canterbury; pierwszym metropolitą był Justus z Canterbury).
Za jego pontyfikatu kończono budowę cmentarza św. Nikodema przy Via Nomentana.
W jego czasach swoje nauki rozpoczął Mahomet (w 622 r.).
Bonifacy V zmarł 25 października w Rzymie i został pochowany w bazylice św. Piotra.